# Matthew Temple
Matthew Temple (Bundoora, 20 de junio de 1999) es un deportista australiano que compite en natación, especialista en el estilo libre.
Participó en dos Juegos Olímpicos de Tokio 2020, obteniendo tres medallas, dos de bronce en Tokio 2020, en las pruebas de 4 × 100 m libre y 4 × 100 m estilos mixto, y otra de bronce en París 2024, en 4 × 100 m estilos mixto.
Ganó cuatro medallas en el Campeonato Mundial de Natación, en los años 2022 y 2023, y seis medallas en el Campeonato Mundial de Natación en Piscina Corta, en los años 2022 y 2024.

## Palmarés internacional
| Juegos Olímpicos                    | Juegos Olímpicos      | Juegos Olímpicos  | Juegos Olímpicos        |
| Año                                 | Lugar                 | Medalla           | Prueba                  |
| ----------------------------------- | --------------------- | ----------------- | ----------------------- |
| 2020                                | Tokio (Japón)         | Medalla de bronce | 4 × 100 m libre         |
| 2020                                | Tokio (Japón)         | Medalla de bronce | 4 × 100 m estilos mixto |
| 2024                                | París (Francia)       | Medalla de bronce | 4 × 100 m estilos mixto |
| Campeonato Mundial                  |                       |                   |                         |
| Año                                 | Lugar                 | Medalla           | Prueba                  |
| 2022                                | Budapest (Hungría)    | Medalla de plata  | 4 × 100 m libre         |
| 2022                                | Budapest (Hungría)    | Medalla de plata  | 4 × 100 m estilos mixto |
| 2023                                | Fukuoka (Japón)       | Medalla de plata  | 4 × 100 m estilos mixto |
| 2023                                | Fukuoka (Japón)       | Medalla de bronce | 4 × 100 m estilos       |
| Campeonato Mundial en Piscina Corta |                       |                   |                         |
| Año                                 | Lugar                 | Medalla           | Prueba                  |
| 2022                                | Melbourne (Australia) | Medalla de oro    | 4 × 50 m libre          |
| 2022                                | Melbourne (Australia) | Medalla de oro    | 4 × 100 m estilos       |
| 2022                                | Melbourne (Australia) | Medalla de plata  | 4 × 100 m libre         |
| 2022                                | Melbourne (Australia) | Medalla de plata  | 4 × 50 m libre mixto    |
| 2022                                | Melbourne (Australia) | Medalla de bronce | 4 × 50 m estilos        |
| 2024                                | Budapest (Hungría)    | Medalla de bronce | 100 m mariposa          |